# ピエール＝エメリク・オーバメヤン
- ピエール＝エメリク・オーバメヤング
- ピエール＝エメリク・オバメヤン
- ピエール＝エメリク・オバメヤング

ピエール＝エメリク・フランソワ・オーバメヤン（Pierre-Emerick Emiliano François Aubameyang, 1989年6月18日 - ）は、フランス・ラヴァル出身のサッカー選手。リーグ・アン・オリンピック・マルセイユ所属。ガボン代表。ポジションはFW。

## クラブ経歴

### プロ入り初期

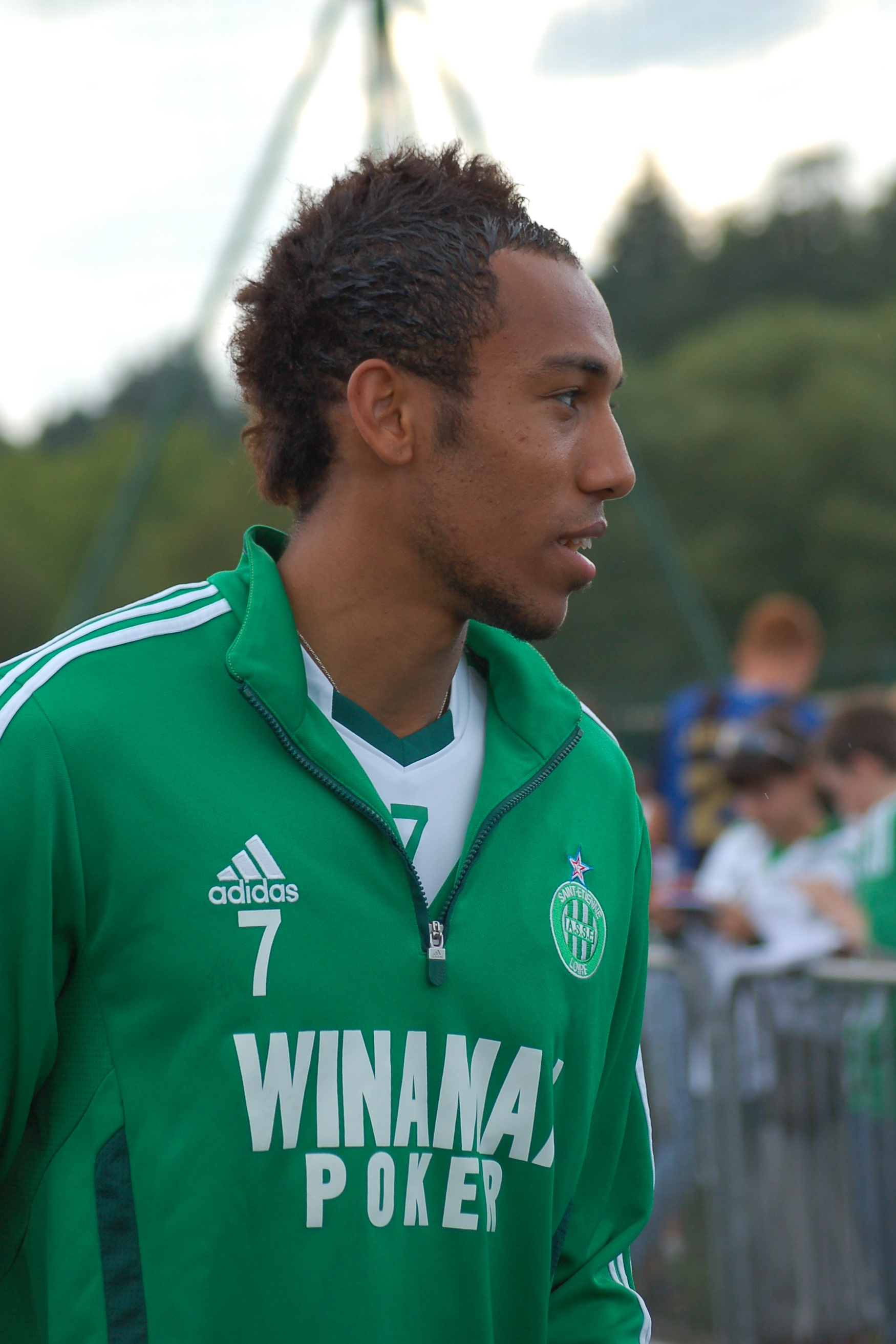
サンテティエンヌでのオーバメヤン（2014年）

2007年1月、ACミランのユースチームに参加、同年8月にマレーシアで開催されたユースの大会では6試合に出場して7ゴールを挙げ、得点王となった。2008-09シーズンは経験を積むためリーグ・ドゥのディジョンFCOでプレー。さらに2009-10シーズンはリール、2010-11シーズンはASモナコにそれぞれローン移籍している。2012年1月にリーグ・アンのASサンテティエンヌへ完全移籍し、2012-13シーズンではリーグ・アン37試合に出場し19ゴールを記録した。

### ドルトムント

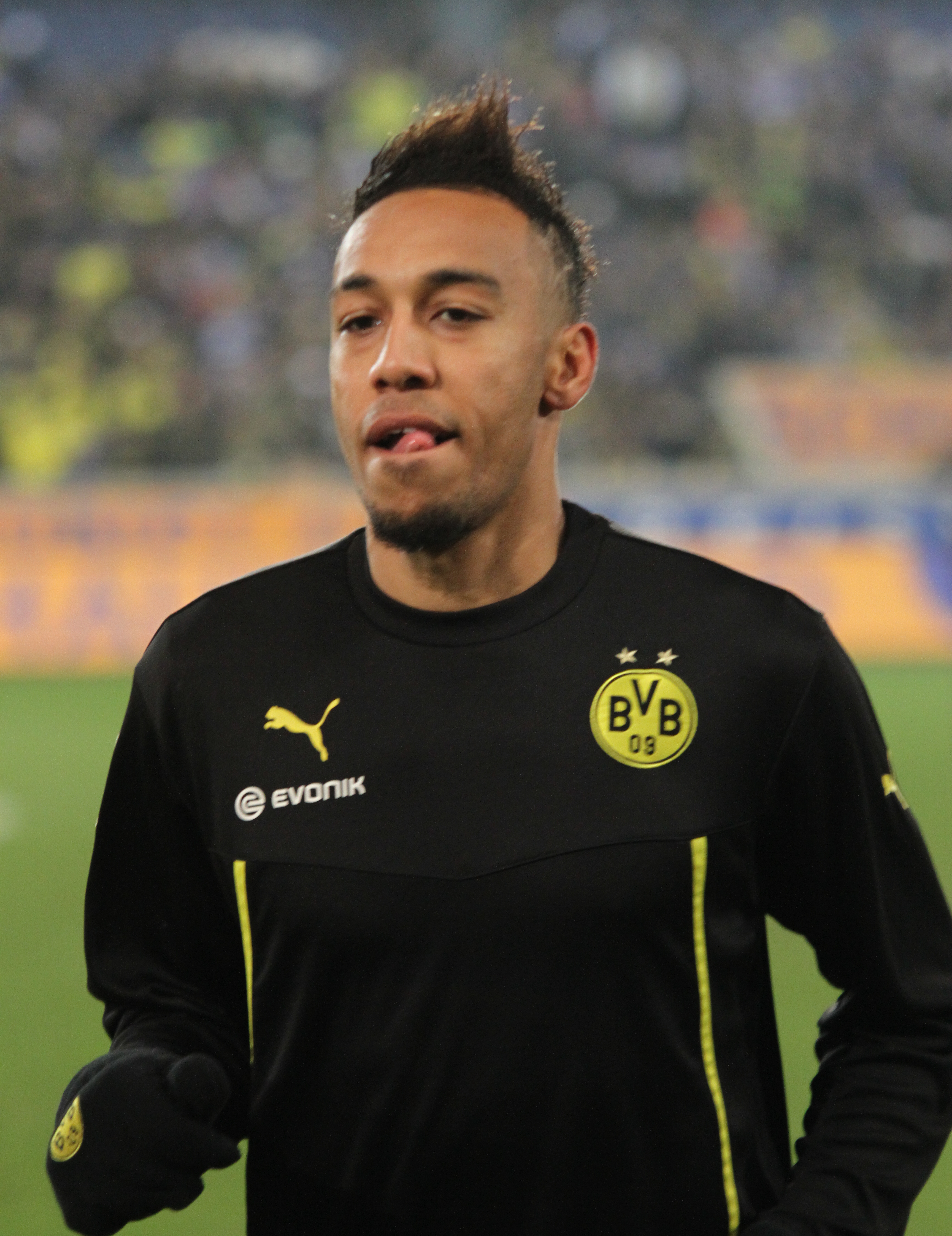
ボルシア・ドルトムントでのオーバメヤン（2014年）

2013年7月、ボルシア・ドルトムントへ移籍。2013年8月10日、ブンデスリーガ開幕戦のFCアウクスブルク戦でブンデスリーガ史上6人目のデビュー戦ハットトリックを達成したなど存在感を発揮した。2014-15シーズンは33試合に出場し、16得点6アシストを記録。右ウイングが主戦場ながらCF起用に見事に応えた。
2015年7月31日、ボルシア・ドルトムントとの契約を2020年6月30日まで延長したことを発表した。2017年3月8日、欧州CL決勝T・2ndレグのSLベンフィカ戦ではハットトリックをあげて準々決勝進出に貢献した。香川真司、ヘンリク・ムヒタリアン、マルコ・ロイスとのカルテットは破壊力抜群でファンタスティック・フォーと名付けられた。またこの4人で大量のゴールを演出したほか、クラブ史上2番目に多い勝ち点の78を記録した。
2016-17シーズン最終節を前に得点王争いで2位であったが、最終節ヴェルダー・ブレーメン戦で2ゴールを決め、シーズン通算31ゴール、逆転で得点王のタイトルを獲得した。

### アーセナル

#### 2017-18シーズン
2018年1月31日、アーセナルFCと長期契約を締結し、移籍金はアーセナルのクラブ史上最高額と発表された。背番号はセオ・ウォルコットが着用していた14番。アーセナルのレジェンドでもあるティエリ・アンリが着用していた番号でもある。2月4日エヴァートンとの試合でデビュー、すぐにゴールを決めた。4月1日ストーク・シティとの試合では2ゴールの活躍、さらにPKを獲得したことでハットトリックのチャンスが有ったが、そのPKをアレクサンドル・ラカゼットに譲った。

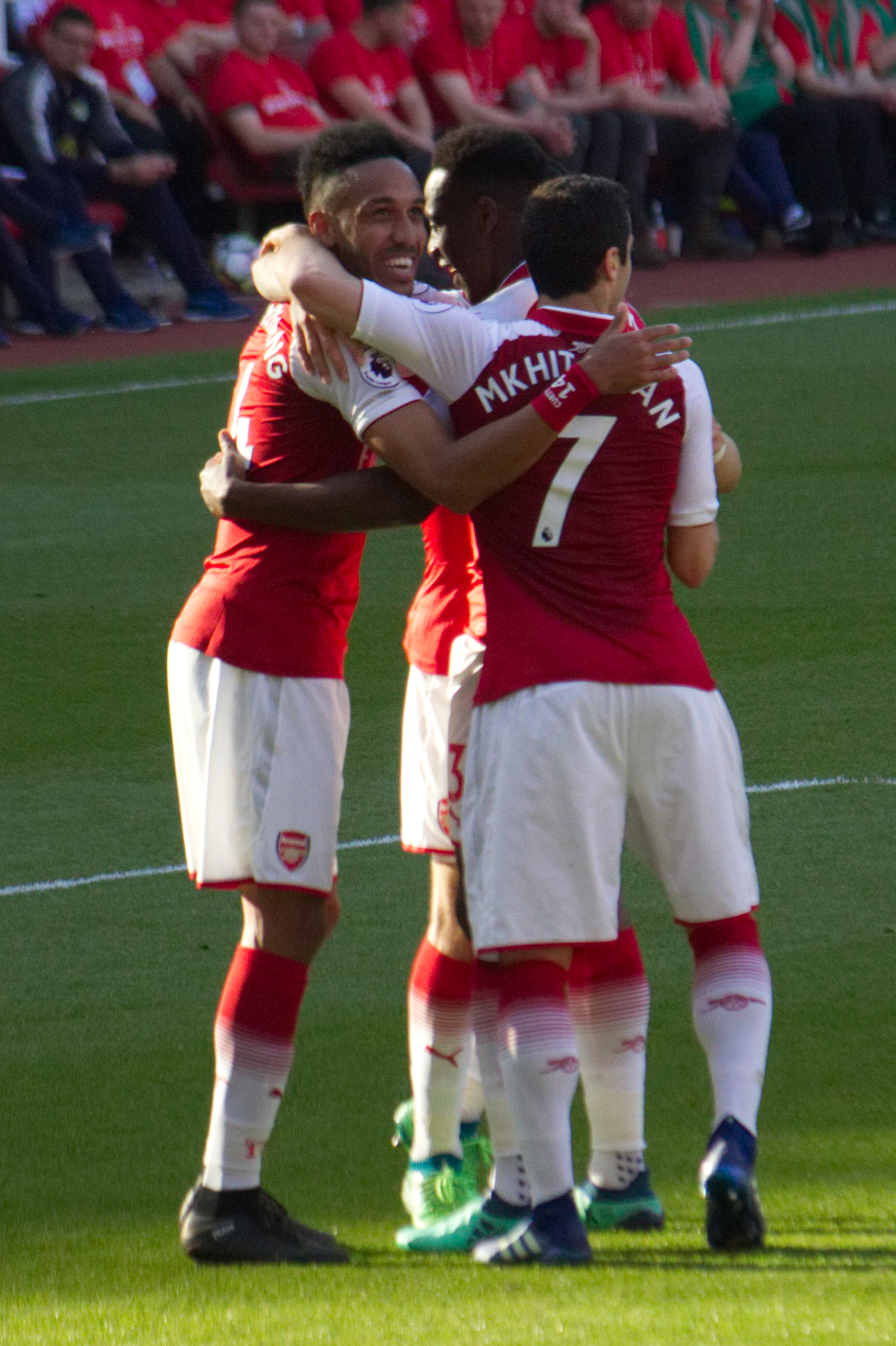
ベンゲル監督の最後のホーム戦でゴールを決めた際のオーバメヤン（左）

5月6日、アーセン・ベンゲル監督にとって最後のホームゲームとなったバーンリー戦で開幕ゴールを含む2得点を挙げつつアレックス・イウォビのゴールをアシストした。さらに、アウェーで行われた最終節のハダースフィールド戦でこの試合唯一のゴールを決め、チームは1-0の勝利を収めた。これにより、オーバメヤンはリーグ戦13試合で10ゴール4アシストを記録し、アーセナルにおけるベンゲル体制最後の得点者となった。

#### 2018-19シーズン
10月23日、第10節のレスター・シティ戦では逆転ゴールを決めて公式戦10連勝に貢献した。同年10月、1ヶ月で5ゴールを決めて自身初となるプレミアリーグ月間最優秀選手を獲得した。2019年5月10日、UEFAヨーロッパリーグ・準決勝2ndレグのバレンシア戦ではアーセナル移籍後初めてとなるハットトリックを達成して決勝進出に貢献した。リーグ最終節では2ゴールを決め、22ゴールとし、ノーゴールに終わったリヴァプールのモハメド・サラーに追いつき、そのサラー、サディオ・マネと共にプレミアリーグ・ゴールデンブーツに輝いた。

#### 2019-20シーズン
2019年9月1日、第3節のトッテナムとのノース・ロンドン・ダービーでは2-1とリードされたが、同点ゴールを決め引き分けに持ち込んだ。続くワトフォード戦では2ゴール、アストン・ヴィラ戦とマンチェスター・ユナイテッド戦でも1ゴールずつを挙げる活躍を披露し、9月のプレミアリーグ月間最優秀選手に選出された。11月5日、サポーターとの衝突から問題行動を起こしたグラニト・ジャカの代わりにキャプテンに就任した。
2020年7月1日、プレミアリーグのノリッジ・シティ戦でプレミアリーグでの50得点目を決めた。プレミアリーグ79試合での50得点到達は、クラブのレジェンドであるアンリやイアン・ライトを抜いてアーセナル史上最速の記録である。また、全チームを通じてもプレミアリーグ史上6番目の早さでの50得点到達である。リーグ戦では昨シーズンと同じ22ゴールを決めたが、僅か1点差でプレミアリーグ・ゴールデンブーツのタイトル獲得を逃した。FAカップでは準決勝のマンチェスター・シティ戦で2ゴール、決勝のチェルシー戦でも1PKを含む2ゴールを決め、優勝に大きく寄与した。同年8月8日、チーム内トップの公式戦29ゴールやFAカップにおいて準決勝、決勝と得点を決めてチームを優勝に導いたことなどからサポーターの投票よって決定する2019-20シーズンのアーセナル年間最優秀選手に74％という圧倒的得票数で選ばれた。同年9月15日、アーセナルと3年の契約延長したことを発表した。

#### 2020-21シーズン
2021年1月23日、FAカップのサウサンプトン戦直前に理由が不明のまま急遽チームを離脱。1月28日に自身のSNS上で母親の健康に問題があったため看病のために母親の元にいたこと及び快方に向かったことを明かした。同年2月15日、プレミアリーグのリーズ戦でプレミアリーグでは自身初となるハットトリックを決め勝利に貢献した。同年3月14日、プレミアリーグのノース・ロンドン・ダービーという大事な試合において規律違反（報道によると遅刻）によりスタメン落ちし不出場となった。同年4月15日、自身のSNSにおいて3月の代表戦招集時にマラリアに感染し、入院していたことを公表。幸いにも早期発見であったことから数日間の入院治療で快方に向かっていると明かした。

#### 2021-22シーズン
2021年8月14日、2021-22シーズン開幕戦であるブレントフォードとの試合を欠場した。後に新型コロナウィルス検査で陽性であったことが欠場理由であると公式発表された。同年12月14日、規律違反によりキャプテンの役割を剥奪されたことが公式発表された。その後はチームから除外されベンチ外が続いた。2022年1月末、アーセナルは代表ウィークを利用し恒例となったドバイでのキャンプへ旅立ったが、新型コロナ陽性後に心臓に問題があったとして代表からチームに復帰していたオーバメヤンは詳細な検査で異常なしとなったにもかかわらずキャンプに帯同せず1人居残りとなった。2022年2月1日、アーセナルと双方合意の下で契約を解消したことが発表された。結局、12月の規律違反によるチーム除外から一度もベンチ入りすら無く退団となった。

### バルセロナ
2022年2月2日、FCバルセロナへ2025年6月30日までの3年半契約で移籍することを発表した。2月20日、バレンシアCF戦で移籍後初先発し、ハットトリックの活躍を見せた。リーグ戦17試合で11得点を決めて、低迷していたバルセロナの救世主となる活躍を見せた。

### チェルシー
2022年9月1日、ドルトムント時代の恩師トーマス・トゥヘルが率いるチェルシーFCに2年契約で加入。背番号は9番。CLグループステージ第1節、ディナモ・ザグレブ戦でチェルシーデビューした。2022-23シーズン第9節、クリスタル・パレス戦でプレミアリーグ復帰、ボレーシュートを決め移籍後初ゴールを決めた。リーグ戦に続き、CLグループステージ第3節、古巣ミラン戦でリース・ジェームズのクロスにダイレクトで合わせ公式戦2試合連続ゴールを決めた。その後の4節ミラン戦でもゴールを決めグループステージ2試合連続でゴールを決め決勝トーナメント進出の可能性を引き寄せたが、オーバメヤンをチェルシーに呼び寄せたトゥヘルが監督を解任されると、後任のグレアム・ポッター監督は決勝トーナメントに挑む25人のメンバーにミハイロ・ムドリク、ジョアン・フェリックス、エンソ・フェルナンデスら冬の移籍で獲得したメンバーを登録する代わりにオーバメヤンを外した。怪我と不調が重なり1年での退団、昨季在籍したバルセロナやアトレティコ・マドリードへの移籍が噂された。

### マルセイユ
2023年7月21日、リーグ・アンのオリンピック・マルセイユに3年契約で加入した。背番号は10番となる。

### アル・カーディシーヤ
2024年7月18日、サウジアラビアのアル・カーディシーヤFCへの加入が発表された。2024-25シーズンはサウジ・プロリーグ32試合に出場し17ゴールを記録した。
2025年7月17日、アル・カーディシーヤ退団が発表された。

### マルセイユ復帰
2025年7月31日、マルセイユに2年契約で復帰した。

## 代表経歴

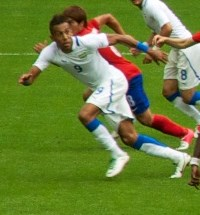
2012年のオリンピックではガボン代表としてプレーした

フランス、ガボン、スペイン人である母親を通じてスペインの代表でのプレーが可能で、かつてミランでプレーしていた2009年にはイタリアのU-19代表から招集されるも、これを拒否した。
2009年にU-21フランス代表のパリ合宿に招集された後U-23チュニジア代表との親善試合に出場した。ガボン代表監督のアラン・ジレスから2010 FIFAワールドカップ予選のモロッコ代表戦のメンバーとして招集されると、初出場初得点を記録した。
自国開催となったアフリカネイションズカップ2012では初戦のニジェール戦、グループリーグ第2戦のモロッコ戦、第3戦のチュニジア戦と3試合連続で先制点を挙げ、ガボンの全勝でのグループリーグ突破に貢献。しかし準々決勝のマリ戦のPK戦で第4キッカーとしてPKを外してしまい、ガボンも敗退した。2度目の自国開催となったアフリカネイションズカップ2017ではグループリーグで2得点を記録したが、ガボンはグループリーグで敗退した。
アフリカネイションズカップ2021に向けた招集メンバーに選出された。代表合流直後、新型コロナの検査で8月に続き自身２度目の陽性判定となった。その後の検査で心臓に問題が見つかったため詳細な検査をするために代表を離脱しクラブに戻った。その後の検査では問題が見つからなかったもののオーバメヤンが同大会に一度も出場しないままガボン代表はベスト16で敗退した。
2022年5月19日、ガボン代表のFacebookを通じて代表からの引退を発表。しかし代表引退から1年後、ガボンのアリー・ボンゴ・オンディンバ大統領に説得されて代表に復帰することを表明した。

## エピソード
- 父ピエール（英語版）は元サッカー選手で、ガボン代表としても80試合以上に出場した経歴を持つ。兄のカティリナ（英語版）とウィリーもガボン代表経験がある。母親はスペイン人。
- ゴールを決めた後に前方宙返りをするゴールパフォーマンスでおなじみである。しかし、2016年1月にはガボンサッカー連盟から怪我をする事を懸念されて、前方宙返りをやめるように言われてしまった[60]。本人は「ゴールを決めると感情を抑えることができない。怪我をするなんて全然思わないし、何も考えずに跳んでいるだけ。でも気を付けないと」と語っている[61]。
- 快速FWとして知られており、2013年7月にトレーニング中の30m走で3.7秒を記録したと報道された。これは2009年にウサイン・ボルトが100m走の世界新記録9.58秒を記録した時の30m通過タイム3.78秒を上回る記録である。12月にドイツのスポーツ番組に出演したオーバメヤンは改めて30mを3.7秒で走ると語った。この発言を聞いたドイツの陸上選手ユリアン・ロイスが「陸上界のプライドを取り戻す」とオーバメヤンとの30m走勝負を熱望。オーバメヤンもtwitter上でこの挑戦を受ける姿勢を見せていたが、所属していたドルトムントが認めなかったため、結局勝負は実現しなかった[62][63]。なお、100mの自己最高記録は10.3秒との事[1]。
- 2015年2月28日、ブンデスリーガ第23節シャルケ04戦にて先制点を決めた際に、ゴールの脇に用意していたバットマンとロビンのマスクをチームメイトのマルコ・ロイスと共に被り、『バットマン&ロビン』のゴールパフォーマンスを見せた。しかし、このパフォーマンスでイエローカードを受けたため、ユルゲン・クロップ監督からは「あれはカードを出されても仕方ないし、もちろんその点については快く思っていない。『ああいうことをするな』とは言いたくないけれど、無駄にカードをもらってはならない」と苦言を呈された[64]。
- 2017年3月4日のブンデスリーガ第23節バイエル・レバークーゼン戦では、ドルトムントの公式スポンサーであるプーマのライバルで、オーバメヤンが個人契約しているスポンサーのナイキのロゴの形に刈り込んだ髪型でプレー。さらに第26節のシャルケ04とのルール・ダービーにおいて先制点を決めた後、個人契約スポンサーがプロモーションで製作したマスクをかぶる等チームに対する背信行為を相次いで行ない、罰金の処分を受けた[65]。
- 2019-20シーズン第37節アストン・ヴィラ戦にて、相手CKの際にタイロン・ミングスをマークしていたオーバメヤンが突如視線を外して笑い出すような仕草を見せ、その隙に走り出したミングスを慌てて追いかけるシーンがリプレイに映し出され話題になった。なお、ミングスがヘディングで逸らしたボールをトレゼゲが蹴り込み、これが決勝点となってアーセナルは敗れた[66]。
- 2019-20シーズンのFAカップ決勝勝利後のセレモニーにおいてキャプテンであった彼がトロフィーを掲げる役を担ったが持ち上げる前に大事な優勝トロフィーを地面に落下させてしまった。これは通常時であればトロフィーをスタッフから手渡しさせる形式であったが、コロナ禍で接触をなるべく避けるために台座に置かれたトロフィーをキャプテンがチームの所に持ち運ぶ形式になっていたという特殊な事情により生じたことである。本来は、土台、優勝杯本体、蓋の３つの部分で構成されているうちの土台を残して持ち運ばなければならなかったのだが台座から持ち運ぶ形式のためこれを知らなかった彼は土台ごと持ち運んでしまい不安定になってしまったのである[67]。なお、このことがあったためか数週間後にコミュニティ・シールドを獲得した際は、帰りのバス内で座席に乗せた優勝盾をシートベルトでしっかり固定し「とても大切」と笑いながら連呼する動画をSNS上にあげた[68]。

## 個人成績

### クラブ
※2022年2月現在（太字は得点王）
| クラブ           | シーズン | リーグ         | リーグ戦 | リーグ戦 | カップ戦 | カップ戦 | リーグ杯 | リーグ杯 | 国際大会 | 国際大会 | その他 | その他 | 合計 | 合計 |
| クラブ           | シーズン | リーグ         | 出場     | 得点     | 出場     | 得点     | 出場     | 得点     | 出場     | 得点     | 出場   | 得点   | 出場 | 得点 |
| ---------------- | -------- | -------------- | -------- | -------- | -------- | -------- | -------- | -------- | -------- | -------- | ------ | ------ | ---- | ---- |
| ミラン           | 2007-08  | セリエA        | 0        | 0        | 0        | 0        | -        | -        | 0        | 0        | 0      | 0      | 0    | 0    |
| ミラン           | 通算     | 通算           | 0        | 0        | 0        | 0        | -        | -        | 0        | 0        | 0      | 0      | 0    | 0    |
| ディジョン       | 2008-09  | リーグ・ドゥ   | 34       | 8        | 4        | 2        | 1        | 0        | -        | -        | 0      | 0      | 39   | 10   |
| ディジョン       | 通算     | 通算           | 34       | 8        | 4        | 2        | 1        | 0        | -        | -        | 0      | 0      | 39   | 10   |
| リール           | 2009-10  | リーグ・アン   | 14       | 2        | 0        | 0        | 1        | 0        | 9        | 0        | 0      | 0      | 24   | 2    |
| リール           | 通算     | 通算           | 14       | 2        | 0        | 0        | 1        | 0        | 9        | 0        | 0      | 0      | 24   | 2    |
| モナコ           | 2010-11  | リーグ・アン   | 19       | 2        | 1        | 0        | 3        | 0        | -        | -        | 0      | 0      | 23   | 2    |
| モナコ           | 通算     | 通算           | 19       | 2        | 1        | 0        | 3        | 0        | -        | -        | 0      | 0      | 23   | 2    |
| サンテティエンヌ | 2010-11  | リーグ・アン   | 14       | 2        | -        | -        | -        | -        | -        | -        | 0      | 0      | 14   | 2    |
| サンテティエンヌ | 2011-12  | リーグ・アン   | 36       | 16       | 0        | 0        | 2        | 2        | -        | -        | 0      | 0      | 38   | 18   |
| サンテティエンヌ | 2012-13  | リーグ・アン   | 37       | 19       | 4        | 2        | 4        | 0        | -        | -        | 0      | 0      | 45   | 21   |
| サンテティエンヌ | 通算     | 通算           | 87       | 37       | 4        | 2        | 6        | 2        | -        | -        | 0      | 0      | 97   | 41   |
| ドルトムント     | 2013-14  | ブンデスリーガ | 32       | 13       | 6        | 2        | -        | -        | 9        | 1        | 1      | 0      | 48   | 16   |
| ドルトムント     | 2014-15  | ブンデスリーガ | 33       | 16       | 4        | 5        | -        | -        | 8        | 3        | 1      | 1      | 46   | 25   |
| ドルトムント     | 2015-16  | ブンデスリーガ | 31       | 25       | 4        | 3        | -        | -        | 14       | 11       | 0      | 0      | 49   | 39   |
| ドルトムント     | 2016-17  | ブンデスリーガ | 32       | 31       | 4        | 2        | -        | -        | 9        | 7        | 1      | 0      | 46   | 40   |
| ドルトムント     | 2017-18  | ブンデスリーガ | 16       | 13       | 1        | 3        | -        | -        | 6        | 4        | 1      | 1      | 24   | 21   |
| ドルトムント     | 通算     | 通算           | 144      | 98       | 19       | 15       | -        | -        | 46       | 26       | 4      | 2      | 213  | 141  |
| アーセナル       | 2017-18  | プレミアリーグ | 13       | 10       | -        | -        | 1        | 0        | -        | -        | 0      | 0      | 14   | 10   |
| アーセナル       | 2018-19  | プレミアリーグ | 36       | 22       | 1        | 1        | 2        | 0        | 12       | 8        | 0      | 0      | 51   | 31   |
| アーセナル       | 2019-20  | プレミアリーグ | 36       | 22       | 2        | 4        | 0        | 0        | 6        | 3        | 0      | 0      | 44   | 29   |
| アーセナル       | 2020-21  | プレミアリーグ | 29       | 10       | 1        | 1        | 0        | 0        | 8        | 3        | 1      | 1      | 39   | 15   |
| アーセナル       | 2021-22  | プレミアリーグ | 14       | 4        | 0        | 0        | 1        | 3        | -        | -        | -      | -      | 15   | 7    |
| アーセナル       | 通算     | 通算           | 128      | 68       | 4        | 6        | 4        | 3        | 26       | 14       | 1      | 1      | 163  | 92   |
| バルセロナ       | 2021-22  | プリメーラ     | 17       | 11       | 0        | 0        | -        | -        | 6        | 2        | 4      | 2      | 27   | 15   |
| 総通算           | 総通算   | 総通算         | 443      | 226      | 32       | 25       | 15       | 5        | 87       | 42       | 9      | 5      | 586  | 303  |

### 代表
- 国際Aマッチ 72試合 30得点（2009年 - 2022年）

| ガボン代表 | 国際Aマッチ | 国際Aマッチ |
| 年         | 出場        | 得点        |
| ---------- | ----------- | ----------- |
| 2009       | 7           | 2           |
| 2010       | 10          | 3           |
| 2011       | 5           | 0           |
| 2012       | 8           | 4           |
| 2013       | 4           | 3           |
| 2014       | 4           | 2           |
| 2015       | 10          | 5           |
| 2016       | 4           | 2           |
| 2017       | 4           | 2           |
| 2018       | 2           | 1           |
| 2019       | 5           | 1           |
| 2020       | 2           | 1           |
| 2021       | 6           | 3           |
| 2022       | 1           | 1           |
| 通算       | 72          | 30          |

### 代表での得点
| #  | 開催日         | 開催地                 | 対戦国           | スコア | 結果 | 試合概要                           |
| -- | -------------- | ---------------------- | ---------------- | ------ | ---- | ---------------------------------- |
| 1  | 2009年3月28日  | カサブランカ           | モロッコ         | 0-1    | 1-2  | 2010 FIFAワールドカップ予選        |
| 2  | 2009年8月11日  | コトヌー               | ベナン           | 0-1    | 1-1  | 親善試合                           |
| 3  | 2010年5月19日  | アジャクシオ           | トーゴ           | 2-0    | 3-0  | 親善試合                           |
| 4  | 2010年8月11日  | アルジェ               | アルジェリア     | 0-2    | 1-2  | 親善試合                           |
| 5  | 2010年11月17日 | サノワ                 | セネガル         | 1-2    | 1-2  | 親善試合                           |
| 6  | 2012年1月23日  | リーブルヴィル         | ニジェール       | 1-0    | 2-0  | アフリカネイションズカップ2012     |
| 7  | 2012年1月27日  | リーブルヴィル         | モロッコ         | 1-1    | 3-2  | アフリカネイションズカップ2012     |
| 8  | 2012年1月31日  | リーブルヴィル         | チュニジア       | 1-0    | 1-0  | アフリカネイションズカップ2012     |
| 9  | 2012年10月14日 | リーブルヴィル         | トーゴ           | 1-0    | 1-2  | アフリカネイションズカップ2013予選 |
| 10 | 2013年6月15日  | フランスヴィル         | ニジェール       | 1-1    | 4-1  | 2014 FIFAワールドカップ予選        |
| 11 | 2013年6月15日  | フランスヴィル         | ニジェール       | 2-1    | 4-1  | 2014 FIFAワールドカップ予選        |
| 12 | 2013年6月15日  | フランスヴィル         | ニジェール       | 4-1    | 4-1  | 2014 FIFAワールドカップ予選        |
| 13 | 2014年10月11日 | リーブルヴィル         | ブルキナファソ   | 1-0    | 2-0  | アフリカネイションズカップ2015予選 |
| 14 | 2014年10月11日 | リーブルヴィル         | ブルキナファソ   | 2-0    | 2-0  | アフリカネイションズカップ2015予選 |
| 15 | 2015年1月17日  | バタ                   | ブルキナファソ   | 0-1    | 0-2  | アフリカネイションズカップ2015     |
| 16 | 2015年3月25日  | ボーヴェ               | マリ             | 2-2    | 4-3  | 親善試合                           |
| 17 | 2015年3月25日  | ボーヴェ               | マリ             | 3-2    | 4-3  | 親善試合                           |
| 18 | 2015年9月5日   | リーブルヴィル         | スーダン         | 4-0    | 4-0  | 親善試合                           |
| 19 | 2015年10月19日 | チュニス               | チュニジア       | 1-1    | 3-3  | 親善試合                           |
| 20 | 2016年3月25日  | フランスヴィル         | シエラレオネ     | 1-0    | 2-1  | 親善試合                           |
| 21 | 2016年9月2日   | ハルツーム             | スーダン         | 1-1    | 1-2  | 親善試合                           |
| 22 | 2017年1月14日  | リーブルヴィル         | ギニアビサウ     | 1-0    | 1-1  | アフリカネイションズカップ2017     |
| 23 | 2017年1月18日  | リーブルヴィル         | ブルキナファソ   | 1-1    | 1-1  | アフリカネイションズカップ2017     |
| 24 | 2018年9月8日   | リーブルヴィル         | ブルンジ         | 1–1    | 1–1  | アフリカネイションズカップ2019予選 |
| 25 | 2019年10月10日 | サン・ルー・ラ・フォレ | ブルキナファソ   | 1–0    | 1–0  | 親善試合                           |
| 26 | 2020年11月12日 | フランスヴィル         | ガンビア         | 2–0    | 2–1  | アフリカネイションズカップ2021予選 |
| 27 | 2021年3月25日  | フランスヴィル         | コンゴ民主共和国 | 3–0    | 3–0  | アフリカネイションズカップ2021予選 |
| 28 | 2021年10月11日 | フランスヴィル         | アンゴラ         | 1–0    | 2–0  | 2022 FIFAワールドカップ予選        |
| 29 | 2021年11月12日 | フランスヴィル         | リビア           | 1–0    | 1–0  | 2022 FIFAワールドカップ予選        |
| 30 | 2022年1月4日   | ドバイ                 | モーリタニア     | 1–0    | 1–1  | 親善試合                           |

## タイトル

### クラブ
サンテティエンヌ
- クープ・ドゥ・ラ・リーグ：1回 (2012-13)

ドルトムント
- DFLスーパーカップ：2回 (2013, 2014)
- DFBポカール：1回 (2016-17)

アーセナル
- FAカップ：1回 (2019-20)
- FAコミュニティ・シールド：1回 (2020)

バルセロナ
- ラ・リーガ：1回 (2022-23)

### 個人
- アフリカ年間最優秀選手賞：1回 (2015)
- ブンデスリーガ得点王：1回（2016-17）
- プレミアリーグ・ゴールデンブーツ：1回（2018-19）
- UEFAヨーロッパリーグ優秀選手賞　2018-19
- UEFAヨーロッパリーグ得点王：1回（2023-24）
- プレミアリーグ月間最優秀選手：2回（2018年10月、2019年9月）
- PFA年間ベストイレブン：1回（2019-20）
- CAFチーム・オブ・ザ・イヤー：5回（2013年、2014年、2015年、2016年、2018年）
- リーグ・アン チーム・オブ・ザ・イヤー：1回（2012-13）
- ブンデスリーガ チーム・オブ・ザ・シーズン：1回（2016-17）
- UEFAヨーロッパリーグ スカッド・オブ・ザ・シーズン：2回（2015-16、2018-19）
- リーグ・アン 年間最優秀アフリカ人選手：1回（2012-13）
- ブンデスリーガ 年間最優秀選手：1回（2015-16）
- ボルシア・ドルトムント年間最優秀選手：1回（2014-15）
- アーセナルFC年間最優秀選手：1回（2019-20）
- Facebookブンデスリーガ年間最優秀選手：1回（2016年）
- マルク＝ヴィヴィアン・フォエ賞 : 2013年
- ガボン国家功労勲章・コマンドュール : 2016年[70]